# Fabien Audooren
Fabien Audooren is een Belgische kunstenaar en muzikant. In 1971 richtte hij samen met Mong Rosseel, Magda Demeester, Jan Van Daele en Guido Schiffer de activistische Nederlandstalige kleinkunstgroep Vuile Mong en zijn Vieze Gasten op.
Fabien Audooren werkte bij de Gentse muziek- en theaterorganisatie Trefpunt mee aan de heropstart van de Gentse Feesten in de jaren zestig en zeventig. Daar richtte hij ook een straatfestival op: het Internationaal Straattheaterfestival (ISTF). In 1998 werd het ISTF een onafhankelijke organisatie. Fabien organiseerde ook het tweejaarlijkse Internationaal Openluchttheaterfesival in Leuven.